# Veszelinov Dániel
Veszelinov Dániel (Szeged, 2001. július 5. –) magyarországi (nemzetiségi) szerb származású magyar korosztályos válogatott labdarúgó, a Fehérvár játékosa.

## Pályafutása

### Klubcsapatokban

#### Fiatalon
2008 és 2018 között a szegedi SZEOL/Tisza Volán korosztályos csapataiban nevelkedett, de közben többször is részt vett a Király Gábor Nemzetközi Kapusiskola táborában. A 2017–18-as szezon során igazolt a Király SE akadémiájára és a felnőttek között is számításba vették a Vas megyei első osztályban. 2019 augusztusában a német Bayer 04 Leverkusen csapatánál vett részt tanulmányi úton Jagodics Milánnal. Decemberben a Hertha BSC csapatánál vett részt klubjával tanulmányi úton.

#### Szlovákiában
2020 augusztusában három napos próbajátékon vett részt a DAC csapatánál, majd teljesítményével meggyőzte a korábbi magyar szövetségi kapitányt, Bernd Storckot. Harmadik számú kapusként szerződtették, de a másodosztályú Somorjában is pályára léphet, miután a DAC partnerklubja. Október 4-én mutatkozott be a Somorja csapatában a Slovan Bratislava U21-es csapata ellen 4–1-re elvesztett másodosztályú bajnoki mérkőzésen.
2022. április 2-án debütált a DAC első csapatában a bajnokság felsőházának rájátszásán a Szered elleni 0–0-ra végződő mérkőzésen. Veszelinov lett a klub élvonalbeli történelmének a 400. játékosa, ebből a 33. kapusa és a 6. olyan labdarúgója, aki kapott gól nélküli mérkőzésen debütált. Három nappal később 2024 nyaráig meghosszabbították a szerződését. Áprilisban beválasztották a bajnokság rájátszásának 7. fordulójának álomcsapatába. Az első öt bajnoki mérkőzésén négy találkozón nem kapott gólt.

### Fehérvár
2024. január 26-án a Fehérvár bejelentette leigazolását.

### A válogatottban
2021 augusztusában meghívót kapott a magyar U21-es válogatottba, de csípősérülés miatt nem utazhatott el a kerethez. 2022 márciusában a kispadon kapott lehetőséget Gera Zoltántól a San Marinó-i és a Lengyel U21-es labdarúgó-válogatott ellen.

## Családja
Apja magyarországi szerb nemzetiségű, míg anyja szerbiai magyar.

## Statisztika
2022. április 30-i állapotnak megfelelően.
| Klub      | Szezon   | Bajnokság        | Bajnokság | Bajnokság | Kupa  | Kupa  | UEFA  | UEFA  | Egyéb | Egyéb | Összesen | Összesen |
| Klub      | Szezon   | Osztály          | Mérk.     | Gólok     | Mérk. | Gólok | Mérk. | Gólok | Mérk. | Gólok | Mérk.    | Gólok    |
| --------- | -------- | ---------------- | --------- | --------- | ----- | ----- | ----- | ----- | ----- | ----- | -------- | -------- |
| Király SE | 2017–18  | Vas Megyei I. o. | 5         | 0         | —     | —     | —     | —     | —     | —     | 5        | 0        |
| Király SE | 2018–19  | Vas Megyei I. o. | 8         | 0         | 1     | 0     | —     | —     | 2     | 0     | 11       | 0        |
| Király SE | 2019–20  | Vas Megyei I. o. | 10        | 0         | —     | —     | —     | —     | 1     | 0     | 11       | 0        |
| Király SE | Összesen | Összesen         | 23        | 0         | 1     | 0     | 0     | 0     | 3     | 0     | 27       | 0        |
| DAC       | 2020–21  | Fortuna Liga     | 0         | 0         | 0     | 0     | 0     | 0     | —     | —     | 0        | 0        |
| DAC       | 2021–22  | Fortuna Liga     | 5         | 0         | 0     | 0     | 0     | 0     | —     | —     | 5        | 0        |
| DAC       | Összesen | Összesen         | 5         | 0         | 0     | 0     | 0     | 0     | 0     | 0     | 5        | 0        |
| Šamorín   | 2020–21  | II. Liga         | 3         | 0         | —     | —     | —     | —     | —     | —     | 3        | 0        |
| Šamorín   | 2021–22  | II. Liga         | 7         | 0         | —     | —     | —     | —     | —     | —     | 7        | 0        |
| Šamorín   | Összesen | Összesen         | 10        | 0         | 0     | 0     | 0     | 0     | 0     | 0     | 10       | 0        |
| Összesen  | Összesen | Összesen         | 38        | 0         | 1     | 0     | 0     | 0     | 3     | 0     | 42       | 0        |

1. ↑  Magában foglalja a Bajnokok ligájában és az Európa-ligában való pályára lépeseit is.
2. ↑  Magában foglalja a Magyar Kupa Vas Megye selejtezőben való pályára lépeseit is.

## Sikerei, díjai

### Klubcsapatokkal
FC DAC 1904
- Szlovák bajnoki ezüstérem (2): 2020–21, 2022–23